# Pietracatella
Pietracatella è un comune italiano di 1 207 abitanti della provincia di Campobasso in Molise.

## Geografia fisica
Pietracatella è arroccato su di uno sperone roccioso di natura tufacea, a  725 metri s.l.m., che dagli abitanti del luogo, i Pietracatellesi, viene denominato “Morgia”. Da qui è possibile ammirare un vasto panorama: l'abitato domina la valle del Tappino. Guardando ad est è visibile il lago di Occhito (di origine artificiale) e i primi centri delle Puglie, mentre ad ovest è possibile scorgere Campobasso.

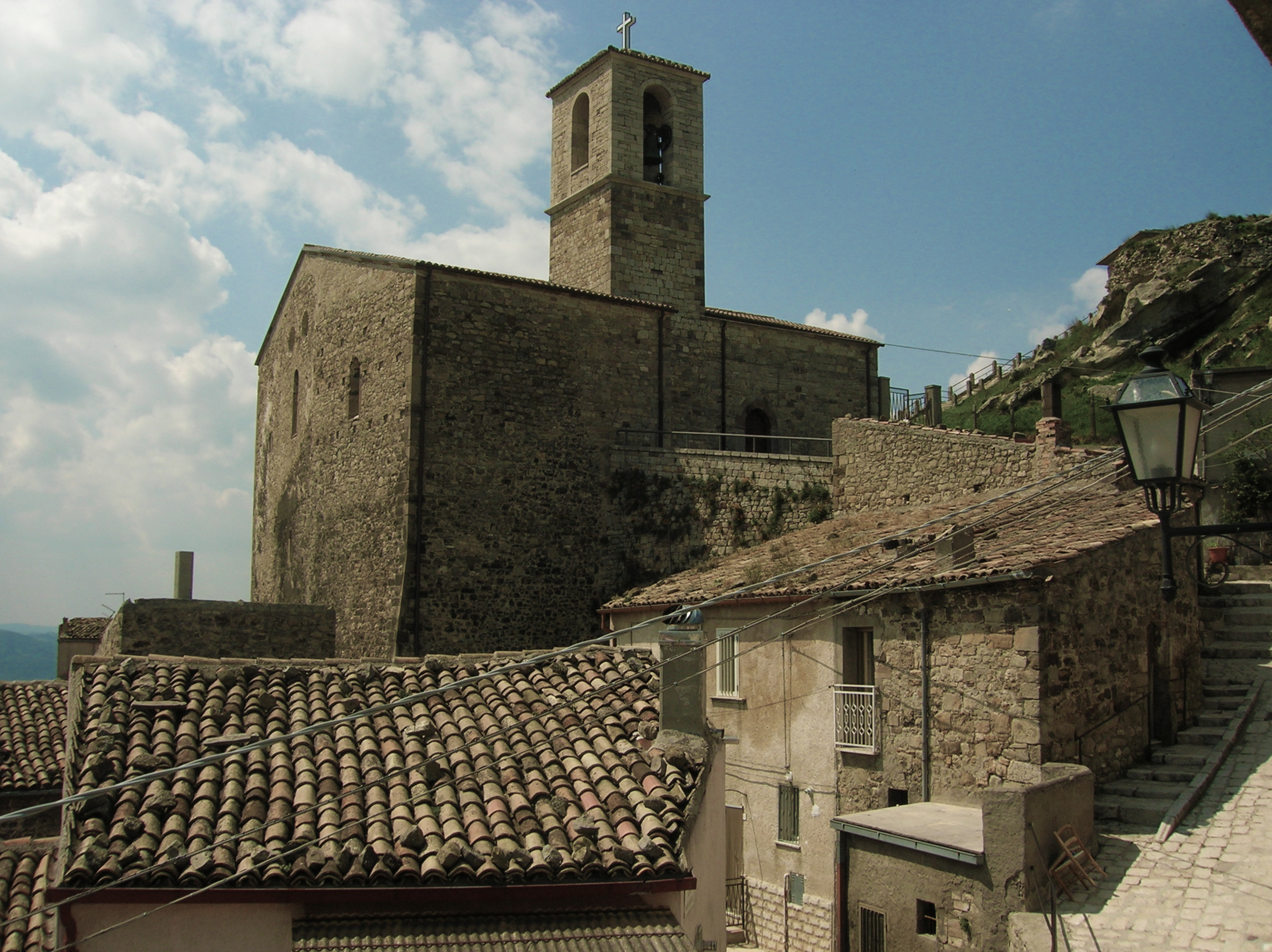

## Storia
Secondo la tradizione più comune, il paese sarebbe sorto nel XV secolo dall'unione di due casali, quello di "Petra", corrispondente all'attuale sito, e quello di "Catella", distante pochi chilometri dal primo. Gli abitanti di Catella emigrarono, forse in seguito al terremoto del 1456, a Pietra, dando origine all'università ingrandita di "Predicatiello" (da Petra et Catella).
Giovanni Ceva Grimaldi acquistò nel 1566 i possedimenti di Pietracatella, all'epoca in Terra di Capitanata, dal conte di Altavilla Giovanni di Capua per la somma di 20 000 ducati. Il Ceva Gramaldi in seguito comprò, nel 1575, anche i feudi di Solopaca e Telese, entrambi in Terra di Lavoro. A Giovanni Ceva Grimaldi succedettero i figli, Giovan Francesco Ceva Grimaldi (Pietracatella, 1559-1618), nominato primo Marchese di Pietracatella da Filippo III di Spagna nel 1606 e Giovannantonio Ceva Grimaldi, che ottenne dal re spagnolo il titolo di Duca di Telese e utile signore della terra di Solopaca nel 1609.
Un tempo il paese era sovrastato da un imponente castello, di cui ora non restano che poche tracce, mentre il complesso architettonico più importante e prossimo ad esso, è la chiesa di San Giacomo Apostolo il Maggiore, con annessa cripta dedicata a santa Margherita risalente all'XI secolo.

### Simboli
Lo stemma comunale e il gonfalone sono stati concessi con decreto del presidente della Repubblica n. 4019 del 20 giugno 1984.
Il gonfalone è un drappo troncato di azzurro e di rosso.

## Monumenti e luoghi d'interesse
- Chiesa di San Giacomo:

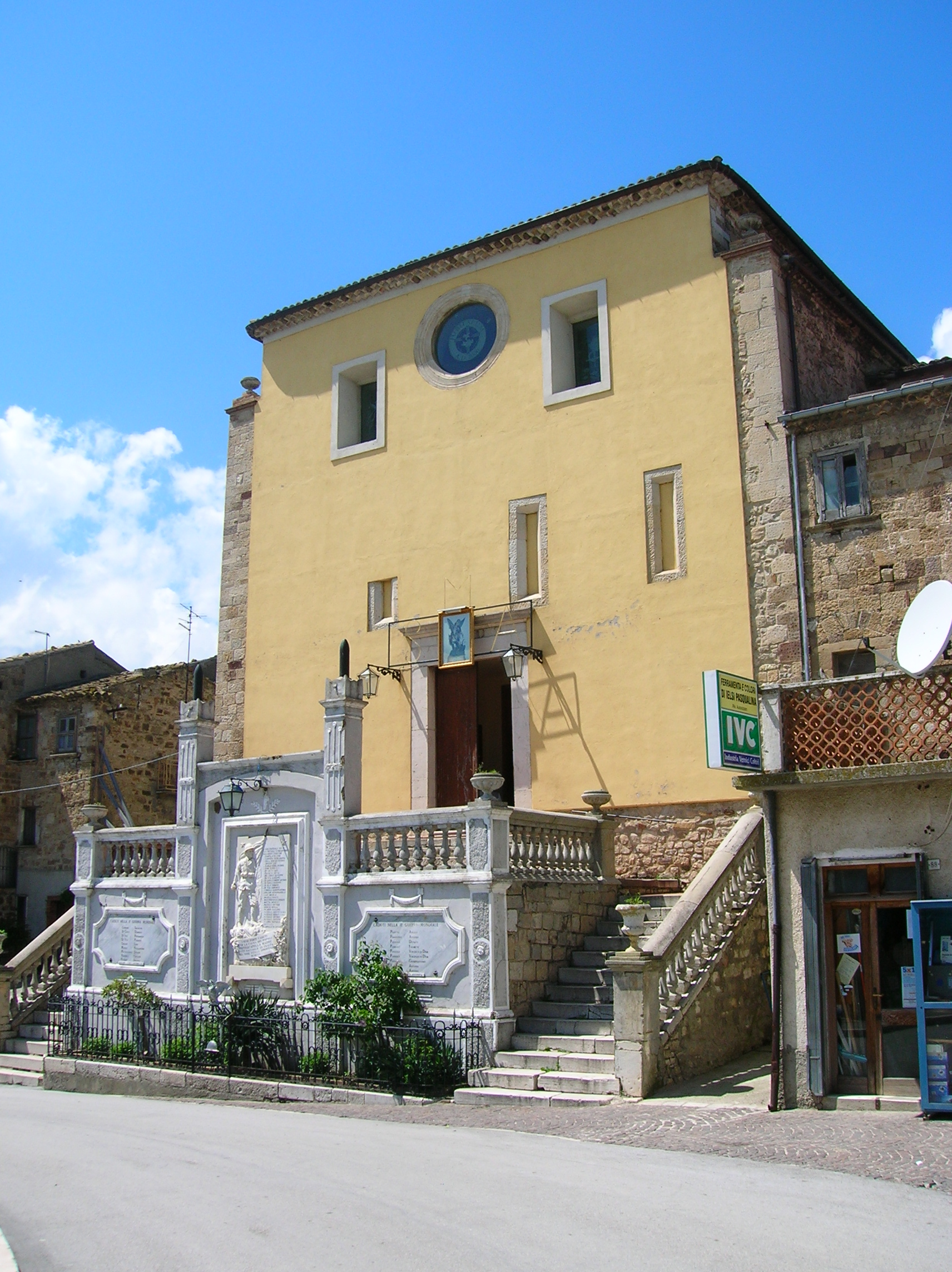
Chiesa di San Giovanni Battista e monumento ai Caduti

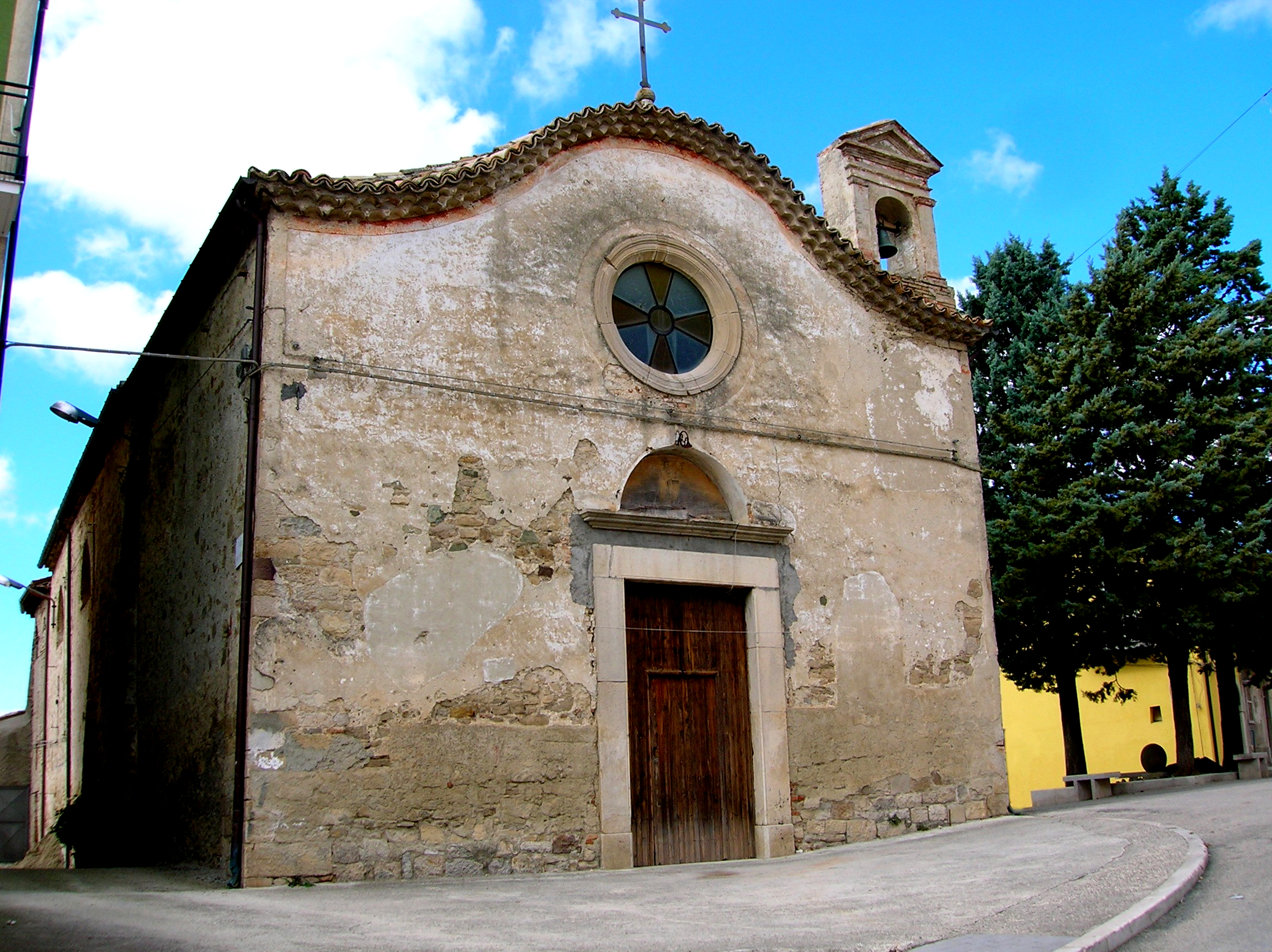
Chiesa di San Nicola di Bari

Sulla cima della “Morgia” si erge maestoso e severo il complesso architettonico comprendente la cripta di Santa Margherita e la sovrastante chiesa di San Giacomo. Iniziato verso il secolo XII è stato completato, con apporti gotici, alla fine del secolo successivo. La Chiesa di San Giacomo è stata realizzata in parte sulla roccia e in parte sulla cripta di Santa Margherita.
- Chiesa di Santa Maria di Costantinopoli
- Chiesa di San Giovanni Battista
- Chiesa di San Nicola di Bari

Cappella di Santa Margherita: La primitiva chiesetta di Santa Margherita, in origine completamente affrescata, è adiacente ad un altro vano cieco in cui si trova un blocco monolitico, forse un altare primitivo.
- Fontana di Venere

Croce stazionaria del Settecento: C'è un antico crocifisso in legno di pregevole fattura considerato il più interessante e antico fra i pochi crocifissi lignei del Molise. Multi studiosi sono concordi nel datarlo intorno al XIII secolo. La Trombetta, nel suo testo “Arte nel Molise attraverso il medioevo” lo inserisce nell'ambito della produzione romanica. Gotica della scultura lignea campana del XIII secolo. Non si conoscono notizie inerenti all'opera fino alla fine del 1600 quanto il Cardinale Orsini durante le sue sacre visite a Pietracatella, emanò decreti per la sua manutenzione.
- Porta da Capo
- Palazzo Marchesale
- Palazzo Larossi

## Società

### Evoluzione demografica
Abitanti censiti

## Cultura

### Eventi
Le due feste principali sono la festa della Madonna di Costantinopoli, detta anche Madonna della ricotta, che si svolge il primo martedì dopo la Pentecoste.
La festa del patrono, San Donato si festeggia il 7 agosto. La festa di Sant'Antonio di Padova il 13 giugno.

## Amministrazione
Di seguito è presentata una tabella relativa alle amministrazioni che si sono succedute in questo comune.
| Periodo           | Periodo          | Primo cittadino         | Partito                                | Carica              | Note  |
| ----------------- | ---------------- | ----------------------- | -------------------------------------- | ------------------- | ----- |
| 1º settembre 1988 | 14 luglio 1989   | Luciano Pasquale        | Partito Liberale Italiano              | Sindaco             | [ 8 ] |
| 2 settembre 1989  | 6 maggio 1993    | Lucio Di Ielsi          | Partito Liberale Italiano              | Sindaco             | [ 8 ] |
| 28 giugno 1993    | 16 maggio 1996   | Saverio Pasquale        | lista civica                           | Sindaco             | [ 8 ] |
| 16 maggio 1996    | 18 novembre 1996 | Scipione Lombardi       |                                        | Comm. pref.         | [ 8 ] |
| 18 novembre 1996  | 14 maggio 2001   | Michelangelo Angiolillo | Partito Democratico della Sinistra     | Sindaco             | [ 8 ] |
| 14 maggio 2001    | 30 maggio 2006   | Michelangelo Angiolillo | lista civica                           | Sindaco             | [ 8 ] |
| 30 maggio 2006    | 17 maggio 2011   | Giovanni Di Vita        | lista civica                           | Sindaco             | [ 8 ] |
| 17 maggio 2011    | 13 giugno 2014   | Giovanni Di Vita        | lista civica Insieme per Pietracatella | Sindaco             | [ 8 ] |
| 13 giugno 2014    | 15 giugno 2015   | Maria Nicolina Testa    |                                        | Comm. straordinario | [ 8 ] |
| 15 giugno 2015    | in carica        | Luciano Pasquale        | lista civica Pietracatella cambia      | Sindaco             | [ 9 ] |